# 아카시아쥐속
아카시아쥐속(Thallomys)은 쥐과 쥐아과에 속하는 설치류 속 분류군이다. 4종의 아프리카 토착종을 포함하고 있다.

## 특징
작은 설치류로 꼬리 길이 120~210mm를 제외한 몸길이가 120~170mm이고, 몸무게는 최대 116g이다.

## 하위 종
- 로링쥐 (Thallomys loringi)
- 검은꼬리나무쥐 (Thallomys nigricauda)
- 아카시아쥐 (Thallomys paedulcus)
- 쇼트리지쥐 (Thallomys shortridgei)